# Вилехари
Вилехари (на латински: Vilarius, Wilharius, Willeharius, Willicharius; на немски: Willehari, Willihari, * пр. 709, † сл. 712) е алемански херцог (dux) в Ортенау през 8 век.
Във „Вита на Свети Дезидерий“ е писано, че франкският майордом Пипин Ерсталски (Пипин Средни) предприема от 709 до 712 г. походи против dux Вилехари в територията на Алеманите.